# Trigonopeplus bispecularis
Trigonopeplus bispecularis är en skalbaggsart som beskrevs av White 1855. Trigonopeplus bispecularis ingår i släktet Trigonopeplus och familjen långhorningar. Inga underarter finns listade i Catalogue of Life.